# Novoaidar
Novoaidar (în ucraineană Новоайдар) este așezarea de tip urban de reședință a raionului Novoaidar din regiunea Luhansk, Ucraina. În afara localității principale, mai cuprinde și satele Aidar-Mîkolaiivka și Malovendelivka.

## Demografie
Componența lingvistică a așezării de tip urban Novoaidar
     Rusă (76,73%)
     Ucraineană (23,1%)
     Alte limbi (0,04%)
Conform recensământului din 2001, majoritatea populației așezării de tip urban Novoaidar era vorbitoare de rusă (76,73%), existând în minoritate și vorbitori de ucraineană (23,1%).